# Manwolf
För hunddjuret, se Manvarg.
Manwolf är en fiktiv seriefigur i Spindelmannen.

## Historia
Manwolf är J. Jonah Jamesons son John Jameson som är astronaut, han blev en varulv när han rörde vid en speciell sten som fallit ner på Jorden från en komet.
Han  anföll en tjej som råkade passera förbi, men Spindelmannen passerade förbi i just det ögonblicket och tog sig ner för att se vem som skrek. Väl nere på marken såg han siluetten av någon som låg över en tjej som skrek för sitt liv, i tron om att det var ett överfall skyndade han sig ditt för att gripa tag i gärningsmannen.
Men när Spindelmannen tog tag i varelsen vände denna sig om och blottade ett blodtörstigt vargansikte, och innan någon han reagera gav varulven Spindelmannen ett hårt slag vilket fick honom att flyga rakt in i ett träd där han blev ganska tilltufsad.
Spindelmannen tycktes få reda på vem varulven var och fick fram ett serum som skulle återställa honom till människa och efter en lång strid lyckas Spindelmannen injincera serumet i Manwolf som åter blir människa igen.
Manwolf har sedan dess framrätt ett antal gånger och ställt till med problem för både Spindelmannen och Black Cat.